# Aeroportul Yandina
Aeroportul Yandina (IATA: XYA, ICAO: AGGY) este un aeroport din Central Province⁠(d), Insulele Solomon ce deservește zona Yandina⁠(d). A fost numit după zona deservită.
aeroportul dispune de o singură pistă.